# Cantó de Colombes-2
El cantó de Colombes-2 és un cantó francès del departament dels Alts del Sena, situat al districte de Nanterre. Creat amb la reorganització cantonal del 2015.

## Municipis
- Bois-Colombes
- Colombes (en part)
- La Garenne-Colombes